# Escola Artística de Soares dos Reis
A Escola Artística de Soares dos Reis, sita na cidade do Porto, em regime de excepção  (tendo apenas como par a sua congénere em Lisboa, a Escola Secundária António Arroio), é uma Escola Especializada de Ensino Artístico onde se destaca a ministração de quatro cursos: Curso de Comunicação Audiovisual, Curso de Design de Comunicação, Curso de Design de Produto e Curso de Produção Artística. Com a demais oferta formativa (Cursos EFA, Cursos Profissionais e Ensino Recorrente) assegura uma dupla vertente de orientação académica e/ou profissional, pois visa simultaneamente 1) o prosseguimento de estudos em cursos de especialização tecnológica ou de ensino superior (universitário ou politécnico) ou 2) a opção directa de inserção no mundo do trabalho.

## História da Escola

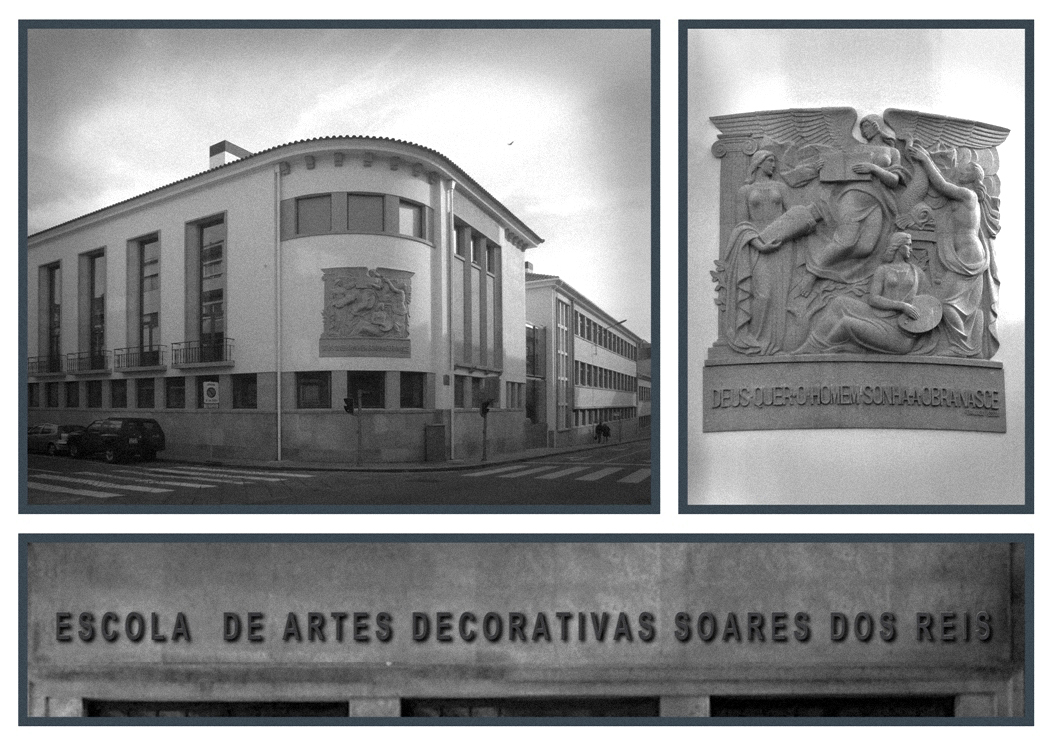
Escola Secundária de Soares dos Reis (extinta) - Porto / Portugal

Criada oficialmente nos idos de 1884 a actual Escola Artística de Soares dos Reis, obteve, à altura, a designação de Escola de Desenho Industrial de Faria de Guimarães do Bonfim. Apesar do funcionamento precário num espaço provisório (um edifício habitacional no Campo 24 de Agosto), só após uma ordem de despejo – 23 anos após a sua inauguração –, se recorreu à ocupação, também provisória, das antigas instalações do Liceu Alexandre Herculano, na Rua de Santo Ildefonso.

Aí se desenrolam as actividades lectivas nas piores condições de sobrelotação desse edifício até ser autorizada, volvidas quatro décadas de esforços, a compra de uma velha fábrica de chapéus, na Rua Firmeza, número 49. Instalada a escola nesse edifício, depois de obras que o adaptassem às novas funções, as instalações seriam ampliadas, expropriando-se os terrenos contíguos – ao longo da Rua D. João IV –, o que permitiu ao edifício adquirir a actual configuração.

No domínio educativo a escola foi acompanhando a sociedade do século passado nas suas oscilações político-sociais e, assim, as primeiras quatro décadas são dirigidas à formação da classe trabalhadora, ministrando-se cursos exclusivamente destinados a alunos do sexo masculino (Cursos de Desenho Elementar e Industrial: Pintor, Decorador, Tecelão, etc. e ainda Cursos Complementares de Cinzelagem, Marceneiro, Ourives, etc.) e outros criados especificamente para a população feminina (Lavores Femininos, Costureira de Roupa Branca, Bordadora-Rendeira, Modista de Chapéus e Modista de Vestidos), conferindo também por essa altura a habilitação à Escola de Belas Artes.

Com a edição do Estatuto do Ensino Técnico Profissional em 1948, adquirindo a designação de Escola de Artes Decorativas de Soares dos Reis, passa a ministrar uma nova série de cursos especializados de índole artística: Pintura Decorativa, Escultura Decorativa, Cerâmica Decorativa, Mobiliário Artístico, Cinzelador, Gravador, sendo pioneira no desenvolvimento da área de Artes Gráficas ao ministrar o curso de Desenhador Gravador Litógrafo.
Após o 25 de Abril de 1974 suprimiram-se os Cursos Gerais – que tinham sido apenas instituídos em 1972/73 –, sendo substituídos pelo Curso Unificado do 7.º, 8.º e 9.º anos. Em consequência da indiferenciação entre ensino liceal e técnico, a escola passa a designar-se Escola Secundária de Soares dos Reis.
Mas em Outubro de 1986, com a publicação da Lei de Bases do Sistema Educativo, inicia-se um processo que culminará na aprovação do Estatuto de Escola Especializada de Ensino Artístico e assim, enquanto estabelecimento especializado, permitirá  transformações (a nível de programas, projecto pedagógico, equipamentos e organização de espaços), visando a alteração da frequência para Cursos Complementares de nível secundário.

## Oferta Formativa
Cursos Artísticos Especializados
- Curso de Design de Comunicação
- Curso de Design de Produto
- Curso de Produção Artística
- Curso de Comunicação Audiovisual[2]

Profissionais
- Técnico de Animação 2D e 3D
- Técnico de Design de Moda
- Técnico de Joalharia/Cravador[3]

CET
- Desenvolvimento de Produtos Multimédia
- Conservação e Restauro de Madeira (Escultura e Talha)[4]

EFA
- Técnico(a) de Cerâmica Criativa
- Técnico(a) de Desenho Gráfico
- Técnico(a) de Design de Moda
- Técnico(a) de Joalharia/Cravador[5]